# Hunawihr
Hunawihr est une commune française, située dans la circonscription administrative du Haut-Rhin et, depuis le 1er janvier 2021, dans le territoire de la Collectivité européenne d'Alsace, en région Grand Est.
Cette commune se trouve dans la région historique et culturelle d'Alsace.
Le village est membre de l'association Les Plus Beaux Villages de France.

## Géographie

### Localisation
Hunawihr fait partie du canton de Sainte-Marie-aux-Mines et de l'arrondissement de Colmar-Ribeauvillé. Le village qui se trouve entre Riquewihr et Ribeauvillé est bâti sur les flancs d'un étroit vallon, légèrement en aval de la route des vins d'Alsace. Son cadre, au milieu des vignes et ses belles maisons à colombages, en fait un des plus beaux villages de France. Ses habitants sont appelés les Hunawihriens.

### Géologie et relief
C'est une des 201 communes (réparties sur quatre départements : les Vosges, le Haut-Rhin, le Territoire de Belfort et la Haute-Saône) du parc naturel régional des Ballons des Vosges.
Hydrogéologie et climatologie : Système d’information pour la gestion de l’Aquifère rhénan, par le BRGM :
Territoire communal : Occupation du sol (Corinne Land Cover); Cours d'eau (BD Carthage),
Géologie : Carte géologique; Coupes géologiques et techniques,
 Hydrogéologie : Masses d'eau souterraine; BD Lisa; Cartes piézométriques.

### Sismicité
Commune située dans une zone 3 de sismicité modérée.

### Hydrographie
La commune est dans le bassin versant du Rhin au sein du bassin Rhin-Meuse. Elle est drainée par le ruisseau l'Altenbach et le Sillthal,,.

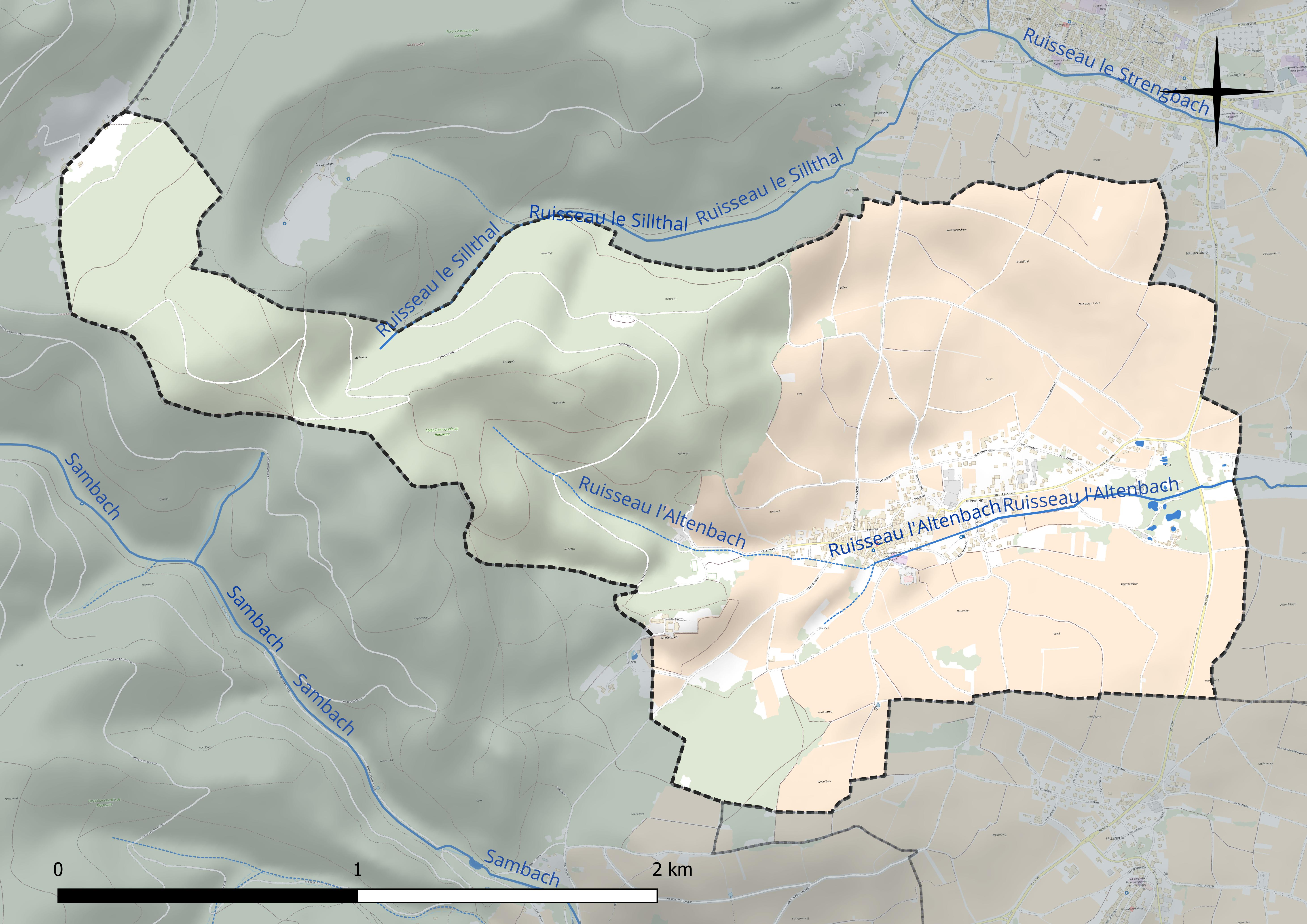
Réseau hydrographique de Hunawihr.

### Climat
Pour des articles plus généraux, voir Climat du Grand Est et Climat du Haut-Rhin.
En 2010, le climat de la commune est de type climat des marges montargnardes, selon une étude du Centre national de la recherche scientifique s'appuyant sur une série de données couvrant la période 1971-2000. En 2020, Météo-France publie une typologie des climats de la France métropolitaine dans laquelle la commune est exposée à un climat semi-continental et est dans la région climatique  Vosges, caractérisée par une pluviométrie très élevée (1 500 à 2 000 mm/an) en toutes saisons et un hiver rude (moins de 1 °C). 
Pour la période 1971-2000, la température annuelle moyenne est de 10,4 °C, avec une amplitude thermique annuelle de 17,6 °C. Le cumul annuel moyen de précipitations est de 817 mm, avec 9,1 jours de précipitations en janvier et 9,5 jours en juillet. Pour la période 1991-2020, la température moyenne annuelle observée sur la station météorologique de Météo-France la plus proche, « Ribeau. - Verre », sur la commune de Ribeauvillé à 2 km à vol d'oiseau, est de 10,3 °C et le cumul annuel moyen de précipitations est de 994,9 mm. 
La température maximale relevée sur cette station est de 36,2 °C, atteinte le 25 juillet 2019 ; la température minimale est de −18,8 °C, atteinte le 20 décembre 2009,,. 
Les paramètres climatiques de la commune ont été estimés pour le milieu du siècle (2041-2070) selon différents scénarios d'émission de gaz à effet de serre à partir des nouvelles projections climatiques de référence DRIAS-2020. Ils sont consultables sur un site dédié publié par Météo-France en novembre 2022.

### Cours d'eau
Cours d'eau traversant la commune :
- Ruisseau l'Altenbach[12] ;
- Ruisseau le Sillthal[13] ;
- Le Dorfbach ;
- le Talbach.

### Toponymie
- Wilra, IXe siècle (dans la vie de Saint-Déodat dans Acta sanctorum Junii, t.III) ;
- Hunivillare, Hunewilre, 1122 ;
- Hunawilr, 1291 ;
- Hunenwihr, 1576.

### Voies de communications et transports

#### Voies routières
- A35, aussi appelée autoroute des cigognes ou l'Alsacienne : Échangeur Ostheim.

#### Transports en commun
- Transports en Alsace.
- Fluo Grand Est.

##### Lignes SNCF

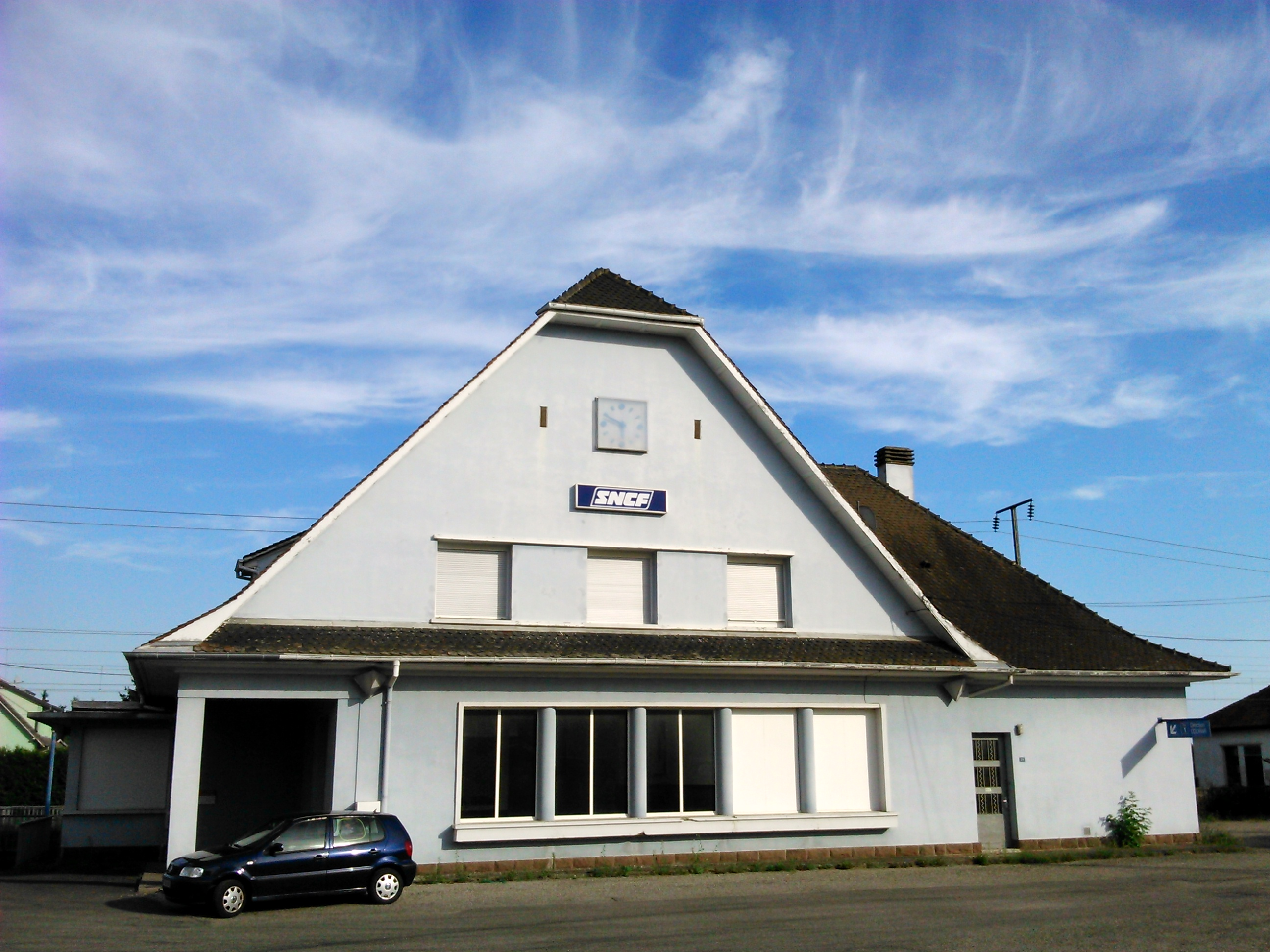
Gare de Ribeauvillé.

- Gare de Ribeauvillé.
- Gare d'Ingersheim.
- Gare de Logelbach.
- Gare de Turckheim.
- Gare de Colmar-Saint-Joseph.

## Urbanisme

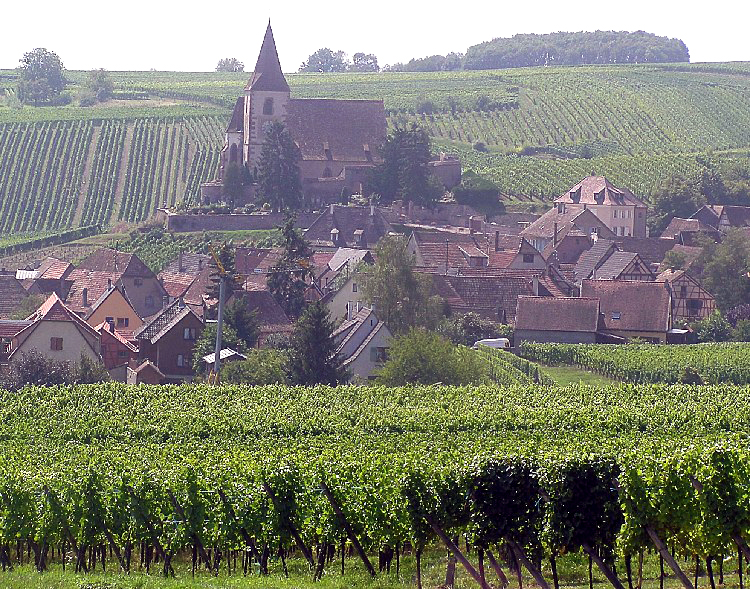
Hunawihr et son église fortifiée[14].
Une partie du village de Hunawihr.
Les maisons à colombages à Hunawihr.
Écusson datant de 1517 se trouvant sur la façade de la mairie et remarquablement bien conservé.
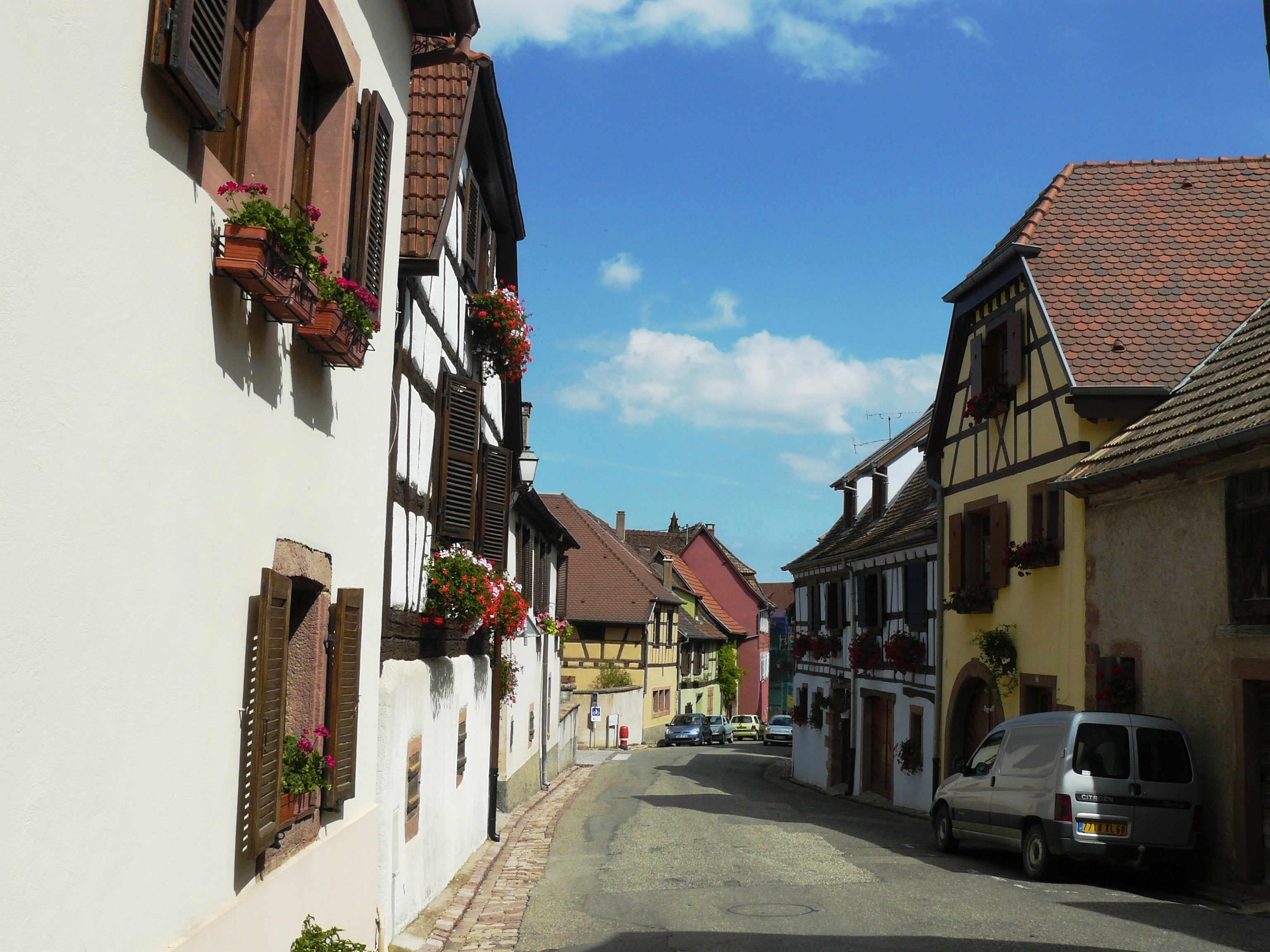
Maisons à colombages.
Portique d'une ancienne cave vinicole.

### Typologie
Au 1er janvier 2024, Hunawihr est catégorisée petite ville, selon la nouvelle grille communale de densité à sept niveaux définie par l'Insee en 2022.
Elle est située hors unité urbaine. Par ailleurs la commune fait partie de l'aire d'attraction de Colmar, dont elle est une commune de la couronne,. Cette aire, qui regroupe 95 communes, est catégorisée dans les aires de 50 000 à moins de 200 000 habitants,.

### Occupation des sols
L'occupation des sols de la commune, telle qu'elle ressort de la base de données européenne d’occupation biophysique des sols Corine Land Cover (CLC), est marquée par l'importance des territoires agricoles (49,9 % en 2018), en augmentation par rapport à 1990 (48,5 %). La répartition détaillée en 2018 est la suivante : 
cultures permanentes (47,2 %), forêts (42,9 %), zones urbanisées (7,2 %), zones agricoles hétérogènes (2,7 %). L'évolution de l’occupation des sols de la commune et de ses infrastructures peut être observée sur les différentes représentations cartographiques du territoire : la carte de Cassini (XVIIIe siècle), la carte d'état-major (1820-1866) et les cartes ou photos aériennes de l'IGN pour la période actuelle (1950 à aujourd'hui).

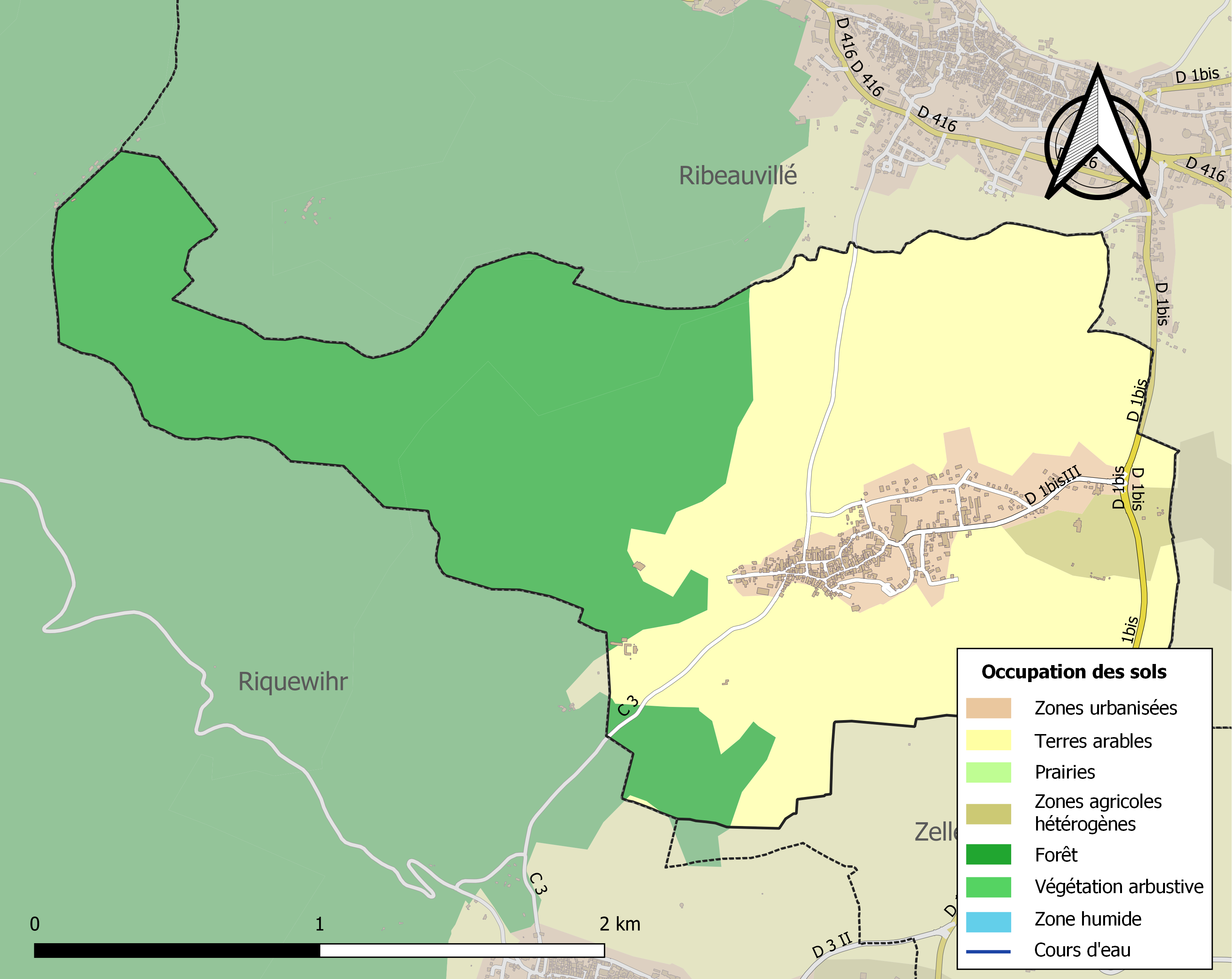
Carte des infrastructures et de l'occupation des sols de la commune en 2018 (CLC).

## Histoire

### Origine du nom
Le nom du village est sans doute dérivé de Hunon (Huno) et de son épouse Hune (Huna, Hunna), ou sainte Hune, et du latin villare = ferme.

### La tradition
La tradition fait remonter les origines de Hunawihr à sainte Hune (ou Hunne), de la famille des Etichonides et à un miracle opéré en sa faveur par l'évêque de Nevers saint Déodat. Saint Déodat abordant à la première plaine d'Alsace, à savoir Mariville et Engiville, édifie un petit ermitage aux confins d'un lieu appelé Wilra. Un des premiers seigneurs de la noblesse du pays nommé Hunon, avec son épouse Huna, résidant guère loin de là vint prendre connaissance avec l'ermite. Pour rendre leur amitié plus solide, le saint prélat baptisa son fils auquel il donna le nom de Dieudonné. Mais, en dépit de son titre de noblesse et de sa richesse, l'épouse de Hunne s'adonna très méthodiquement à se mettre au service des pauvres, à les loger, nourrir et secourir, allant jusqu'à laver elle-même leurs vêtements et à panser les plaies des malades. Certains habitants voyant cette noble dame s'abaisser à ce vil exercice la traitaient de folle alors que d'autres l'appelaient « la sainte lavandière ». Huna mourut en 679 et fut canonisée le 15 avril 1520 par le pape Léon X à la prière du duc Ulrich de Wurtemberg. En 1540, les protestants dispersèrent les reliques de la sainte, dont le culte cessa.

### Un village rattaché à Saint-Dié
Vers 1114, Henri V du Saint-Empire romain germanique rattache le village à l'abbaye de Saint-Dié. À l'époque, l'église de Saint-Dié à Hunawihr y percevait encore la dîme jusqu'à la Révolution. Le nom de Hunawihr est également cité également dans une bulle du pape Calixte II (1123) et dans un parchemin de l'empereur Frédéric Ier Barberousse (1157). Ces textes confirment, entre autres, les accords antérieurs entre le chapitre de Saint-Dié et l'évêque de Bâle dont relevait à l'époque sur le plan spirituel la Haute Alsace. En 1244 Guntram, prêtre d'Ebersmunster, et Jean dit Mormetzer résignèrent jus ecclesiae in Hunaweyer au sujet duquel il s'était élevé contre eux un procès. Les Annales de Colmar rapportent qu'à a date de 1291  le domaine de Hunawihr fut détruit par les Colmariens. Les nobles  de Hunawihr étaient toujours les véritables propriétaires en 1303.

### Les nobles de Hunawihr
Il existait à Hunawihr au Moyen Âge dans le village une famille noble portant le nom de Hunawihr. Ses membres étaient étroitement liés aux puissants seigneurs de Ribeaupierre dont ils tenaient le village en fief. La plus ancienne famille était connue sous le nom de Dietmar en 1279. En 1327, le chevalier Werner de Hunawihr constituait un douaire pour sa femme Gisèle de Hurbach devant les témoins Jean de Ribeaupierre et ses frères Conrad et Guillaume. Le document porte le sceau des trois membres de cette famille ainsi que celui des Ribeaupierre. Le village de Hunawihr dépendant à l'époque encore de la seigneurie de Horbourg-Riquewihr qui le détiendra jusqu'à la Révolution.

### Hunawihr détruit
Les Annales de Colmar font savoir qu'en l'année 1291 le domaine de Hunawihr fut détruit par les Colmariens. Elles parlent encore en 1302 des nobles de Hunawihr.

### Les Ribeaupierre exercent un droit de regard
Dans la commune de Hunawihr, les jurés étaient nommés par la bourgeoisie, en présence du bailli. La seigneurie de Ribeaupierre y exerçait au XIIIe siècle et dans les siècles suivants le droit de retrait ou de retenue.

### Le village change de propriétaire
Les seigneurs de Horbourg et après eux en 1324 le comte Ulric de Wurtemberg, déjà propriétaire de Riquewihr, reçurent le village en fief des ducs de Lorraine. Conrad de Landesberg offrit en fief en 1337 à Rodolphe, duc de Lorraine, quelques biens du village. Les nobles de Girsberg y reçurent en 1407 un fief des ducs de Lorraine. La seigneurie de Ribeaupierre y exerçait au XIIIe siècle et dans les siècles suivants un droit de retrait ou de retenue.

### Un important pèlerinage
À partir de 1520, le village de Hunawihr possède un important pèlerinage dédié à sainte Hune qui attire de nombreux pèlerins jusqu'à la Réforme. Puis les habitants de Hunawihr passent au protestantisme à partir de 1534 suivant en cela les comtes de Montbéliard-Wurtemberg. Au XVIIe siècle, le village subit une épidémie de peste qui décime une grande partie de la population. À partir de 1687, sept familles catholiques s'installent dans le village, ce qui entraine l'édification d'une paroisse. L'église de Hunawihr sert de simultaneum.
Une fontaine qui se trouve vers la sortie du village et qui porte le nom de la sainte rappelle un autre miracle : dans une année de disette, l'eau de la fontaine se transforma en vin que les villageois recueillirent et qui remplaça leur récolte perdue. Ce vin était supérieur au meilleur que le vignoble eut jamais produit. Aujourd'hui Hunawihr est une commune essentiellement viticole.

### Laguerre des Rustauds
Les paysans écrasés d'impôts et privés de toute liberté se soulevèrent un peu partout en Europe. Au printemps 1525, l'Alsace est à son tour touchée par le phénomène. Le 8 mai, les révoltés de Hunawihr se joignent à ceux de Beblenheim et de Mittelwihr. Les seigneurs locaux débordés par le nombre de paysans et ne disposant pas d'une véritable armée supplient le duc de Lorraine de leur venir en aide. Un bourgeois de Hunawihr, Lenz Meyer, devint capitaine de l'une des deux compagnies qui vont affronter les troupes lorraines à Scherwiller. Le 20 mai 1525, les troupes du duc de Lorraine écrasent les paysans. Le combat se soldera par d'innombrables morts. Scherwiller sera brûlée par les troupes du duc de Lorraine. Les protestants durent déplorer la mort de plus de 6 000 d'entre eux. La nouvelle de la défaite des protestants en Alsace fit sensation. Le duc sera chaleureusement accueilli à Nancy par une population en liesse et les félicitations des plus hauts dignitaires de l'Europe.

### LaGuerre de Trente Ans
La deuxième moitié du XVIe siècle et le début du XVIIe siècle furent des périodes fastes pour la seigneurie de Riquewihr. Son commerce des vins s'étendra jusqu’aux villes de Hanse (mer du Nord et Baltique). Malheureusement la peste fit son apparition véhiculée sans doute par les marchands. Hunawihr fut touché par la peste en 1610 qui provoqua la mort de 306 personnes. Une période difficile s'annonçait. L'entrée en guerre des Français (1635) et des Suédois allait amener son lot de malheurs et de raids successifs. La population est rançonnée et soumise à des impositions abusives qui finalement appauvrissent les habitants au point de manquer de tout. L'apparition de soldats rôdeurs et rapaces mit un comble à l'insécurité des habitants. L'enceinte de l'église fortifiée s'avéra trop exigüe et bon nombre d'entre eux allèrent chercher asile à Ribeauvillé mieux protégé. Avec le traité de Westphalie (1648) prend fin la guerre de Trente Ans, et l'Alsace est rattachée à la France. Seules les possessions autrichiennes des Habsbourg (capitale Ensisheim) seront rattachées directement à la couronne. Les autres seigneuries conserveront leurs statuts particuliers comme celle de Wurtemberg.

### Lesimultaneum
Une clause du traité de Westphalie garantissait la liberté religieuse aux protestants d'Alsace. En 1672, Louis XIV reprenant la guerre contre la Hollande, l'Alsace passe au département de la guerre dirigé par Louvois. Ce dernier favorise ouvertement la religion du roi et décide que partout où se trouveraient sept familles catholiques, elles auraient accès au lieu de culte. Ainsi fut fait à Hunawihr en 1687 où les catholiques reprirent possession du chœur. L'introduction du simultanéum n'alla pas sans poser de problèmes entre les deux communautés. Par deux fois, la paix fut sérieusement troublée. En 1753, des bagarres éclatèrent entre protestants et catholiques. Le Conseil souverain d'Alsace, siégeant à Colmar, prit le parti des catholiques et ferma l'église aux protestants pour six mois. Il fit arrêter et enfermer à la prison de Colmar le pasteur Simon Resch natif de Hunawihr. Un autre pasteur, lui aussi natif de Hunawihr prit la relève. Cet érudit, collaborant avec l'historien Jean-Daniel Schoepflin, sut ramener le calme dans les esprits. En 1772, le curé Favre voulant faire déplacer l'autel protestant, une action juridique fut engagée contre lui auprès du Conseil souverain d'Alsace. Celui-ci prenant la défense des catholiques, les protestants se plaignirent auprès du duc de Wurtemberg, qui porta l'affaire devant le Conseil d'État à Paris. Le roi Louis XV, tenant avant tout à la paix religieuse, leur donna satisfaction.

### Lesrandonnées pédestres
Vers le haut du village existe un chemin forestier qui permet de faire de belles balades. Le chemin balisé par le Club vosgien permet de se rendre à différents endroits : les ruines du Sylo se trouvent à 1 heure de marche, le col du Seelacker à 1 h 15 et la ruine du château de Bilstein à 1 h 30.

### Héraldique
| Blason d'Hunawihr | Les armes d'Hunawihr se blasonnent ainsi : « D'azur à la bande d'argent chargée de trois cloches de vair de gueules. » |

Ce sont les armoiries de la famille noble des Hunawihr dont l'existence est attestée depuis 1181 et qui s'est éteinte au début du XVIe siècle.

## Politique et administration
Hunawihr adhère à la communauté de communes du pays de Ribeauvillé.
| Période                                  | Période                   | Identité                                        | Étiquette | Qualité   |
| ---------------------------------------- | ------------------------- | ----------------------------------------------- | --------- | --------- |
| Les données manquantes sont à compléter. |                           |                                                 |           |           |
| avant 1981                               | ?                         | Fernand Ziegler                                 |           |           |
| mars 2001                                | mars 2008                 | Daniel Ziegler                                  |           |           |
| mars 2008                                | En cours (au 31 mai 2020) | Gabriel Siegrist Réélu pour le mandat 2020-2026 |           | Ingénieur |

### Budget et fiscalité 2021
En 2021, le budget de la commune était constitué ainsi :
- total des produits de fonctionnement : 546 000 €, soit 893 € par habitant ;
- total des charges de fonctionnement : 444 000 €, soit 727 € par habitant ;
- total des ressources d'investissement : 202 000 €, soit 331 € par habitant ;
- total des emplois d'investissement : 92 000 €, soit 151 € par habitant ;
- endettement : 4 000 €, soit 7 € par habitant.

Avec les taux de fiscalité suivants :
- taxe d'habitation : 16,26 % ;
- taxe foncière sur les propriétés bâties : 23,66 % ;
- taxe foncière sur les propriétés non bâties : 31,34 % ;
- taxe additionnelle à la taxe foncière sur les propriétés non bâties : 0,00 % ;
- cotisation foncière des entreprises : 0,00 %.

Chiffres clés Revenus et pauvreté des ménages en 2020 : médiane en 2020 du revenu disponible, par unité de consommation : 27 540 €.

### Instances judiciaires et administratives
Hunawihr relève du tribunal d'instance de Sélestat, du tribunal de grande instance de Colmar, de la cour d'appel de Colmar, du tribunal pour enfants de Colmar, du conseil de prud'hommes de Colmar, de la chambre commerciale du tribunal de grande instance de Colmar, du tribunal administratif de Strasbourg et de la cour administrative d'appel de Nancy.
La commune se trouve dans la circonscription de gendarmerie de la brigade autonome de Ribeauvillé.

## Population et société

### Démographie

#### Pyramide des âges
L'évolution du nombre d'habitants est connue à travers les recensements de la population effectués dans la commune depuis 1793. Pour les communes de moins de 10 000 habitants, une enquête de recensement portant sur toute la population est réalisée tous les cinq ans, les populations de référence des années intermédiaires étant quant à elles estimées par interpolation ou extrapolation. Pour la commune, le premier recensement exhaustif entrant dans le cadre du nouveau dispositif a été réalisé en 2006.

En 2022, la commune comptait 549 habitants, en évolution de −8,96 % par rapport à 2016 (Haut-Rhin : +0,66 %, France hors Mayotte : +2,11 %).
| 1793 | 1800 | 1806 | 1821 | 1831 | 1836 | 1841  | 1846  | 1851  |
| ---- | ---- | ---- | ---- | ---- | ---- | ----- | ----- | ----- |
| 723  | 813  | 823  | 812  | 902  | 991  | 1 150 | 1 160 | 1 074 |

| 1856 | 1861 | 1866 | 1871 | 1875 | 1880 | 1885 | 1890 | 1895 |
| ---- | ---- | ---- | ---- | ---- | ---- | ---- | ---- | ---- |
| 913  | 913  | 864  | 818  | 779  | 772  | 724  | 709  | 702  |

| 1900 | 1905 | 1910 | 1921 | 1926 | 1931 | 1936 | 1946 | 1954 |
| ---- | ---- | ---- | ---- | ---- | ---- | ---- | ---- | ---- |
| 706  | 658  | 586  | 548  | 514  | 504  | 515  | 572  | 539  |

| 1962 | 1968 | 1975 | 1982 | 1990 | 1999 | 2006 | 2011 | 2016 |
| ---- | ---- | ---- | ---- | ---- | ---- | ---- | ---- | ---- |
| 528  | 523  | 521  | 537  | 503  | 511  | 591  | 590  | 603  |

| 2021 | 2022 | - | - | - | - | - | - | - |
| ---- | ---- | - | - | - | - | - | - | - |
| 568  | 549  | - | - | - | - | - | - | - |

### Enseignement
Établissements d'enseignements :
- Écoles maternelles et primaires à Hunawihr, Ribeauvillé, Bennwihr, Bergheim.
- Collèges à Ribeauvillé, Kaysersberg Vignoble, Ingersheim, Colmar.
- Lycées à Ribeauvillé, Ingersheim, Colmar.

### Santé
Professionnels et établissements de santé :
- Médecins à Riquewihr, Mittelwihr, Bennwihr, Beblenheim, Ribeauvillé.
- Pharmacies à Riquewihr, Ribeauvillé, Ostheim, Bergheim, Ammerschwihr.
- Hôpitaux à Ribeauvillé, Ammerschwihr, Kaysersberg, Fréland, Turckheim, Colmar.
- Groupement hospitalier de territoire Basse-Alsace Sud-Moselle.

### Cultes
- Culte catholique, Communauté de paroisses Vignes et châteaux[35], Diocèse de Strasbourg.
- Culte protestant. Église simultanée Saint Jacques[36].

## Lieux et monuments

### Église fortifiée Saint-Jacques-le-Majeur duXIVesiècle

Église fortifiée de Hunawihr.

La chaire de l'église de Hunawihr et son pilier avec lequel elle fait corps.

Fresque de la fin du XVe siècle représentant le couronnement de la Vierge ou de sainte Hune.

Hunawihr est l'une des quelque 50 localités d'Alsace dotées d'une église simultanée. L'église, au sud du village se trouve sur une petite hauteur, entourée d'un cimetière fortifié qui présente le plus bel exemple de ce genre en Alsace et dans les pays limitrophes. L'enceinte est de forme hexagonale et chaque angle muni d'un bastion demi-circulaire. La seule porte d'entrée était surmontée d'une grande tour, aujourd'hui en partie démolie. L'enceinte date des XIVe et XVe siècles et porte des restaurations du XVIe siècle. Le tour de l'église, à deux étages, est du XIVe siècle, le cœur du commencement du XVIe siècle (sur une console un écusson et la date de 1524), ainsi que la sacristie (la porte indique l'année 1525). Sous la sacristie une crypte à laquelle est accolée une chapelle carrée. L'église était certainement prévue à trois nefs. Sur le côté gauche se trouvent des piliers. Dans la tour des fresques découvertes en 1879, représentent un cycle de scènes de la légende de Saint Nicolas et de saint Déodat, de la fin du XVe siècle,. Dans la nef, une chaire en pierre du commencement du XVIe siècle. Dans le chœur, clés de voûte armoriées. La crypte de l'église Saint Jacques-le-Majeur a abrité jusqu'à la Réforme les reliques de sainte Hune, béatifiée par le pape Léon X en 1520. L'église est classée monument historique depuis 1929.

#### Les vitraux
À l'intérieur de l'église de Saint-Jacques-le-Majeur on aperçoit un beau vitrail décoré de raisins qui témoigne de la place prépondérante du patrimoine viticole dans l'art alsacien.
Les vitraux situés dans le chœur de l'église sont de dates récentes. Celui du centre (XIXe siècle) représente saint Jacques et sainte Hune. L'autel est du XVIIIe siècle.

#### La chaire
La chaire en grès rose installée contre le mur de la nef est muni d'un escalier qui traverse le pilier avec lequel elle fait corps. C'est une disposition qui n'est pas courante et peut-être unique en Alsace,,.

#### La cloche
On trouvait dans le clocher, trois anciennes cloches coulées en 1700,  dans la fonderie Edel à Strasbourg. En 1970 on constata une fêlure sur la plus importante des trois cloches. Elle fut descendue et gardée précieusement dans l'église comme un témoignage de près de trois siècles d'histoire. Elle est actuellement exposée à l'entrée de l'église.

#### Les fresques de saint Nicolas
Sous le clocher de l'église ont été découvertes vers 1878 des fresques représentant saint Nicolas. Elles font partie d'une collection de quatorze tableaux. Les scènes imagées sur les tableaux représentent les principaux épisodes de la vie du saint. Le registre inférieur évoquent les miracles opérés après sa mort, notamment la libération de trois innocents condamnés à mort. Un quinzième tableau, situé à droite de la composition, montre le couronnement de sainte Hune par la Trinité
(classé Monument historique en 1972)

#### Le caveau des nobles de Hunawihr
Dans la petite chapelle de l'église se trouve une pierre tombale renfermant les restes d'une famille noble de Hunawihr. Sur la dalle funéraire gravée en allemand on trouve l'inscription suivante (traduction) : Du noble Philips Bast Von Bolsenheim, son épouse légitime portant le nom d'Ester Elisabeth Bast, née Joham Von Mundolsheim. Décédée saintement. Que Dieu clément et miséricordieux lui accorde son indulgence et lui offre, ainsi qu'à nous, une joyeuse résurrection au grand jour du Seigneur. Amen

#### L'orgue
L'église contient un orgue datant de 1765 environ, dû aux facteurs d'orgue alsaciens Louis Dubois et Jacques Besançon. Il a été restauré à plusieurs reprises, en 1803, 1859 et 1990,,, ,.

### Mairie

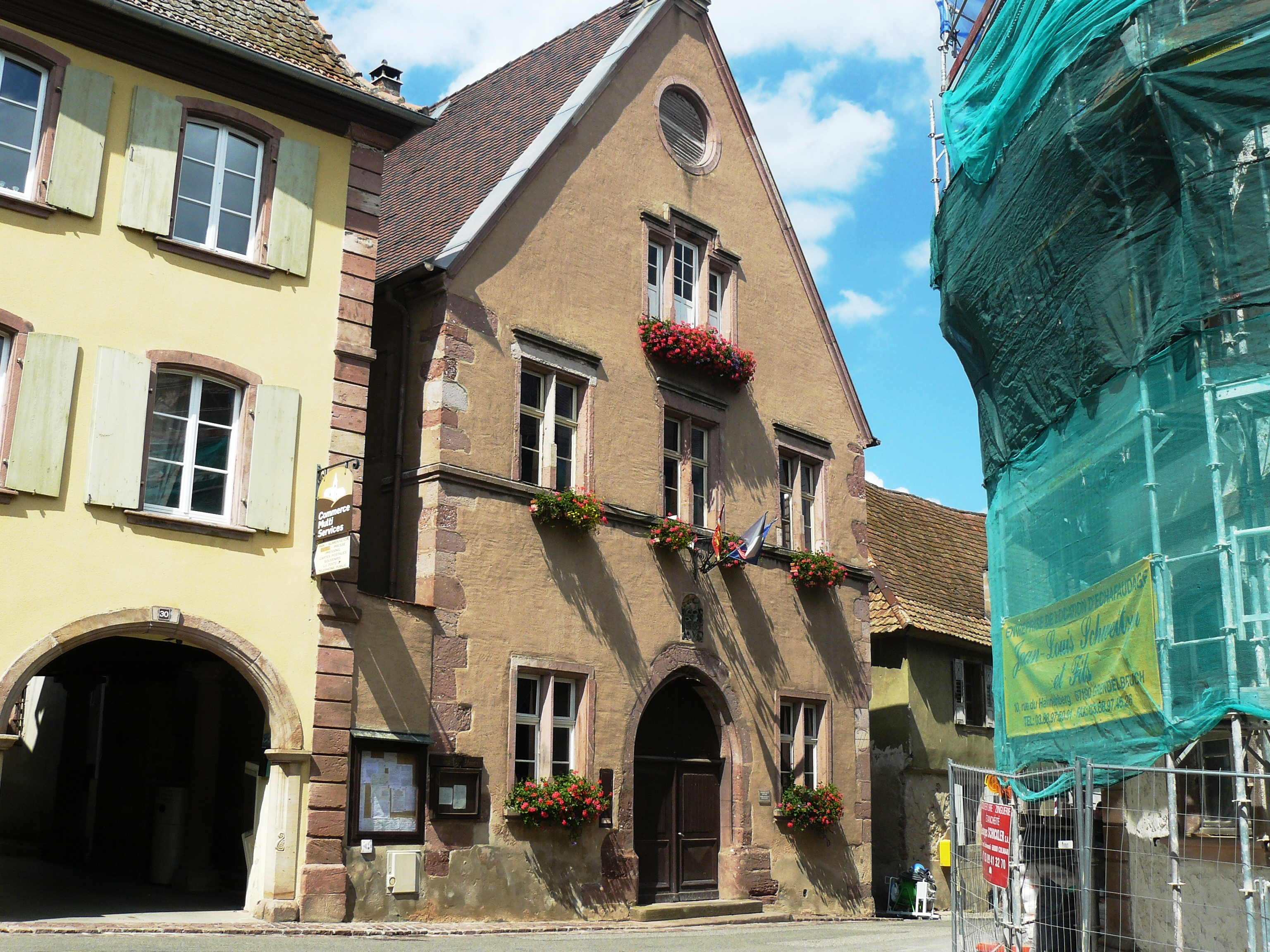
La mairie de Hunawihr.

La mairie se trouve à cet emplacement depuis la Révolution. Le bâtiment abritait avant la Révolution l'ancienne halle aux blés,.
Sur la façade de la mairie qui date de 1517, on peut apercevoir les armoiries des Wurtemberg. Sous deux heaumes un blason écartelé figure les bois de cerf du duché de Wurtemberg et les pals en losange du duché de Teck. En dessus de l'écusson, à côté de la bannière on aperçoit la bannière du Saint-Empire romain germanique, et les poissons du comté de Montbéliard.
Le mécanisme d'horloge a été réalisé en 1928.

### Auberge avec un écu sculpté d'une clef et de deux étoiles
Cet édifice porte la date de 1567.

### Curiosités

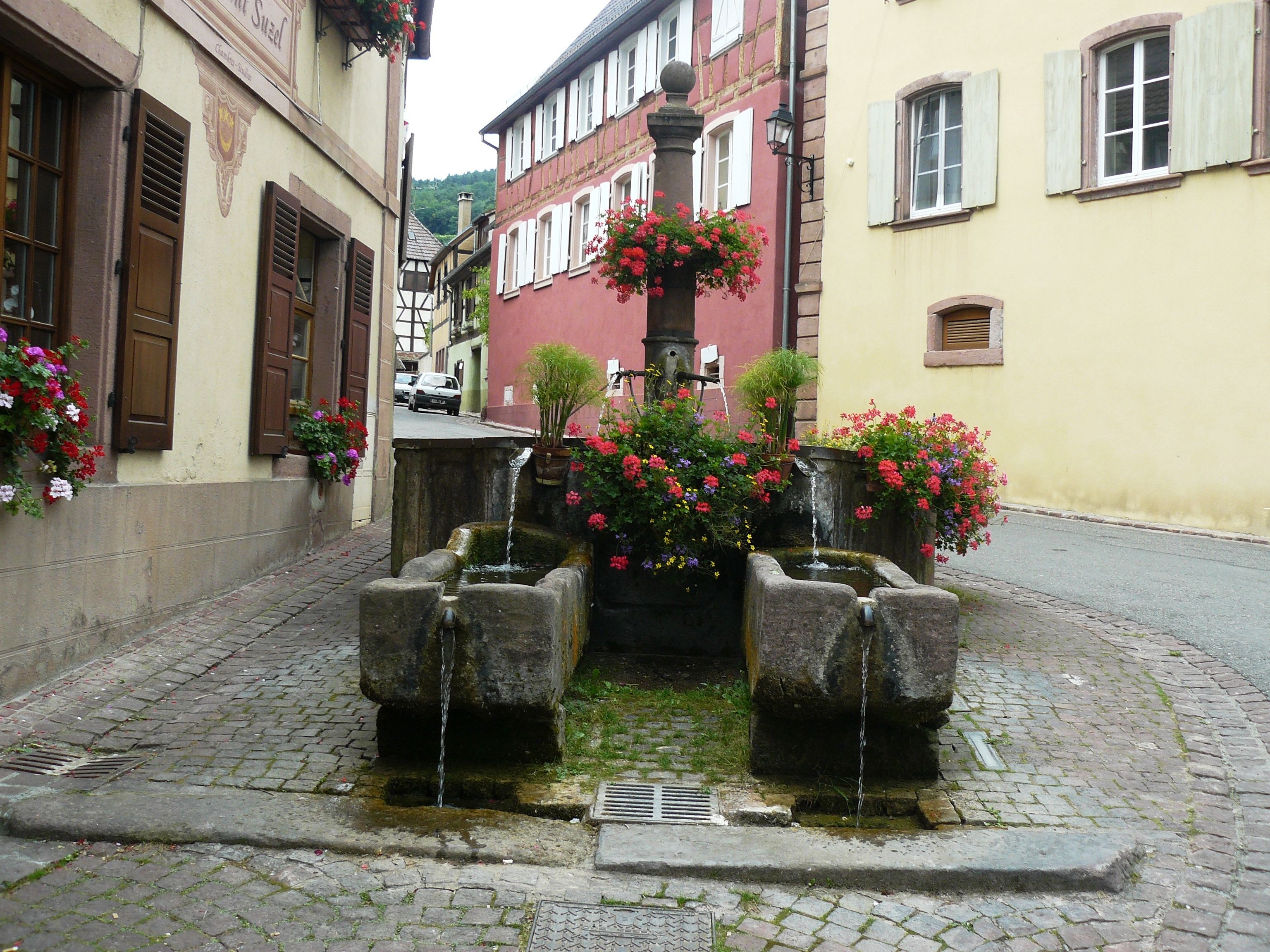
Fontaine du XVIIIe siècle avec ses deux bassins secondaires.
La fontaine du vignoble.
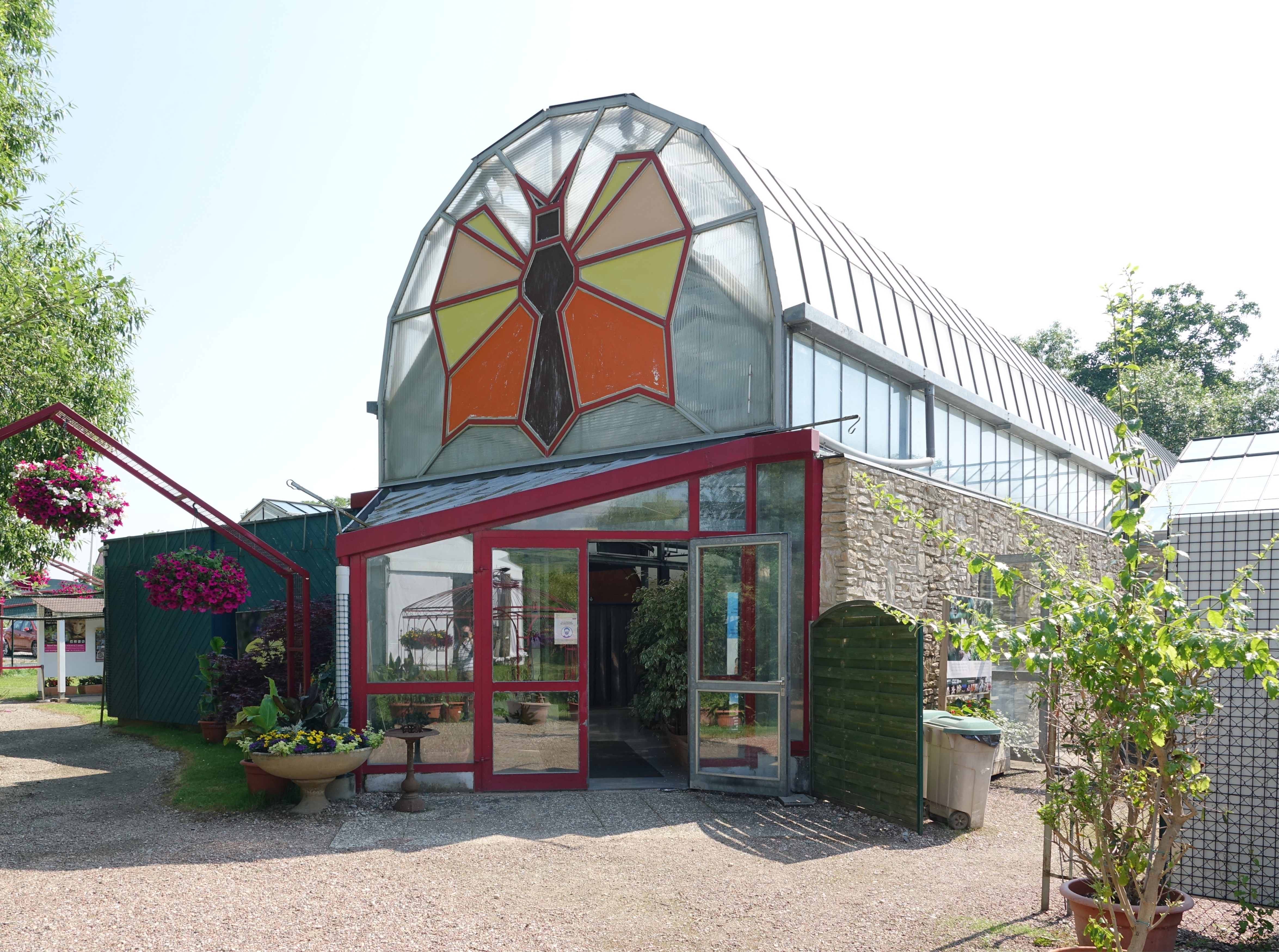
Le bâtiment principal du jardin des papillons exotiques.

- Fontaine du XVIIIe siècle : Située 2 rue de l'Église, cette fontaine est constituée d'une auge principale sculptée, de deux bassins secondaires et d'une colonne surmontée d'une sphère. Cette fontaine servait d'abreuvoir pour le bétail et servit aussi à puiser l'eau pour les habitants de la localité. Deux auges situées à côté de la fontaine principale servent à recueillir le trop-plein de la vasque dont l'eau s'écoule ensuite dans le caniveau[57].
- La fontaine du vignoble.
- Parc des cigognes et des loutres : ce parc animalier de 5 hectares est un centre d'élevage et de réintroduction de la loutre européenne.
- Jardin des papillons exotiques : situé à côté du parc des cigognes, des centaines de papillons exotiques vivent en liberté dans une serre et un parc botanique au milieu d'une végétation luxuriante.

### Personnalités liées à la commune
- Christian Kiener, né le 16 novembre 1807 à Hunawihr (Haut-Rhin) et mort le 23 mars 1896 à Paris, industriel du textile et un homme politique.
- François Farny, homme politique, né à Hunawihr.